# 黑衣修士橋
黑衣修士橋（英語：Blackfriars Bridge），位於英國倫敦，為一座橫跨泰晤士河的公路和步行橋，它處在滑鐵盧橋和黑衣修士鐵路橋之間，A201公路從其上經過，艦隊河的入河口位於橋下。此橋在1869年由維多利亞女王主持通車，1972年成為倫敦二級登錄建築。

## 擴展閱讀
- Ted Ruddock Arch bridges and their builders, 1735–85 (1979 reprinted 2009) ISBN 978-0-521-09021-6, and
- Robert Ward The man who buried Nelson, the surprising life of Robert Mylne (2007) ISBN 978-0-7524-3922-8

## 外部連結

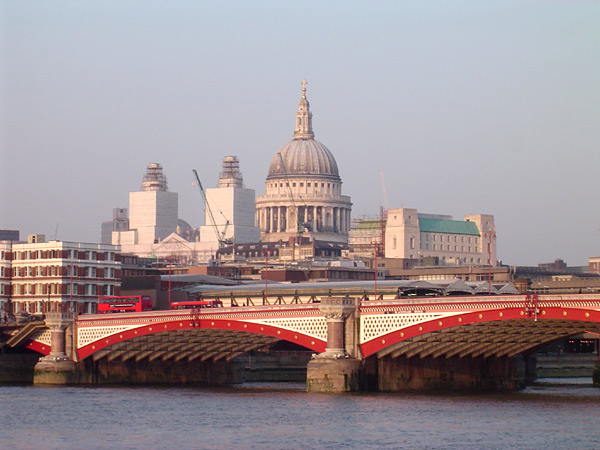
黑衣修士橋和聖保羅大教堂

- Structurae数据库中Blackfriars Bridge的数据